# Manuel Laza Grau
Manuel Laza Grau (Cartagena, 1 de noviembre de 1830-San Carlos, 1886) fue un político colombiano que ejerció como presidente del Estado Soberano de Bolívar entre 1881-1882. También desempeñó un papel importante en el ámbito legislativo y científico del país en el siglo XIX.

## Biografía
Manuel Laza Grau nació en 1830 en Cartagena, Colombia. Fue hijo de Pedro Laza Del Castillo y Ana Joaquina Grau Berrío. Se casó con Petrona Burgos en San Carlos. Participó en la guerra regional de Bolivar en  1859 en Ciénaga de Oro.

## Carrera política
Laza Grau en 1881, ocupó la presidencia del Senado de Plenipotenciarios, participando en la sanción de diversas leyes, entre ellas la Ley 74 de 1881, que otorgaba una pensión a la viuda e hijas del general Joaquín Posada Gutiérrez.
El 20 de diciembre de 1881, asumió la presidencia del Estado Soberano de Bolívar, cargo que desempeñó hasta el 1 de octubre de 1882. Durante su mandato, trabajó en la administración del estado en un período de inestabilidad política en Colombia.

## Contribuciones a la educación y la ciencia
Además de su labor política, Laza Grau estuvo involucrado en el desarrollo de la educación y la ciencia en Colombia. Junto con el doctor José Vicente Uribe R, contribuyó a la adecuación del salón rectoral de Santa Inés, utilizado por la Sociedad de Medicina y Ciencias Naturales, lo que permitió fortalecer la comunidad científica de la época.